# Goleta Covadonga
La Virgen de Covadonga, conocida también como Covadonga, fue una goleta construida en España y botada en 1859. Durante la guerra hispano-sudamericana (1863-1866), fue capturada por las fuerzas chilenas al término de la acción naval de Papudo e incorporada a la Armada de Chile. Tras ser destinada a misiones de exploración, más tarde fue asignada a la escuadra chilena que participó en la Guerra del Pacífico (1879-1884).
Resultó hundida el 13 de septiembre de 1880, tras recoger una lancha armada con una bomba frente a la costa peruana de Chancay; las bajas inmediatas fueron su comandante, el capitán de corbeta Pablo de Ferrari, y 31 miembros de la tripulación de la goleta.

## Construcción y puesta en servicio
Su construcción fue ordenada por Real Orden el 10 de junio de 1857. Su quilla fue puesta en grada en el arsenal naval de Cádiz el 13 de febrero de 1858. Fue botada el 28 de noviembre de 1859. La nueva embarcación fue asignada por Real Orden de 8 de octubre de 1858. El coste total de la construcción ascendió a 5 millones de reales de vellón. Fue destinada originalmente como buque correo entre Manila y Hong Kong, siendo su puerto la base naval de Manila, en las islas Filipinas.
La Covadonga en la marina española estaba artillada con dos bomberos u obuses de 20 cm, que disparaban proyectiles de 68 lb. Estaban montados en el centro, con un sector de fuego de 46 grados, 23 a cada lado perpendicular a la quilla. Cuando fue capturada por Chile, se le agregó un cañón de ánima lisa de 68 libras en la proa.
Cuando se inició la Guerra del Pacífico, la Covadonga estaba artillada con dos cañones Armstrong de 70 lb. En septiembre de 1879 se le agregaron tres cañones Armstrong de 40 lb y dos de 9 lb. En 1880 se le agregó un cañón de tiro rápido Hotchkiss de 37 mm.

## Características generales
La Covadonga tenía casco de madera de 48,5 m de eslora que desplazaba 630 t. Su sistema de propulsión era mixto, máquina a vapor y vela. Su máquina, construida por la factoría N.º 4 de El Ferrol, era capaz de generar 160 CV, lo que le permitía alcanzar una velocidad de 7 nudos. Sus calderas eran tubulares, con 480 tubos.

## Historial

### Guerra hispano-sudamericana (1863-1866)
La goleta Covadonga sirvió como embarcación auxiliar a la flota española del Pacífico. La Comisión Científica del Pacífico, una controvertida misión de investigación rodeada de naves de guerra, llegó a Valparaíso en mayo de 1863, con la Covadonga y otras naves. Desde Valparaíso visitó la costa oeste de Sudamérica hasta Panamá, mientras las otras naves viajaron hasta San Francisco en los Estados Unidos. La Covadonga se reencontró con las otras naves en el Callao y le fue ordenado recoger a los vascongados refugiados después del Incidente de Talambo, luego navegó hasta Panamá, nuevamente, para traer al nuevo representante español en Perú, Eusebio Salazar y Mazarredo. Participó en la ocupación de las islas Chincha y después del Tratado de Vivanco-Pareja en el bloqueo de puertos chilenos que provocó la declaración de guerra de Chile a España. Fue capturada por la corbeta Esmeralda, comandada por el capitán Juan Williams Rebolledo, en el combate naval de Papudo el 26 de noviembre de 1865. 
Su captura motivó el suicidio del almirante español José Manuel Pareja. Por decreto supremo del 4 de diciembre de 1865, se dispuso que la goleta conservaría su nombre original. La Covadonga fue comisionada en la Armada de Chile el 4 de diciembre de 1865. Participó, ya con bandera chilena, en el combate naval de Abtao.

### Islas Desventuradas
En septiembre y octubre de 1874, el capitán de fragata Ramón Vidal Gormaz, al mando de la goleta Covadonga efectuó una exploración a las islas Desventuradas, así como algunos estudios hidrográficos y oceanológicos, emitiendo al respecto un amplio e interesantísimo informe, publicado en 1875 en el Anuario Hidrográfico de la Marina de Chile.

El 15 de septiembre de este año, después de entregar el mando de la estación de Mejillones i de haber esperado inútilmente por diez días la llegada del naturalista, que me anunciaban las instrucciones, me dirijí en demanda de las islas San Félix y San Ambrosio. Vientos variables i calmosos del segundo cuadrante sólo me permitieron llegar a las islas a la madrugada del día 26. Al reconocerlas demoraba San Ambrosio por la serviola de estribor i San Félix por la de babor, en circunstancias que gobernaba al N. 50E E. Distaba la primera según la fantasía, 21 millas. En este momento San Ambrosio se dibujaba en el horizonte como una masa oscura de laderas abruptas i de cima lijeramente encorvada. San Félix, que distaba como 11 millas, sólo alzaba sobre el horizonte su morro N.O.; abriéndose hacia el oriente el pequeño espinazo del islote González, afectando ambos la forma cónica.
Capitán de fragata don Ramón Vidal Gormaz

### Guerra del Pacífico (1879-1883)

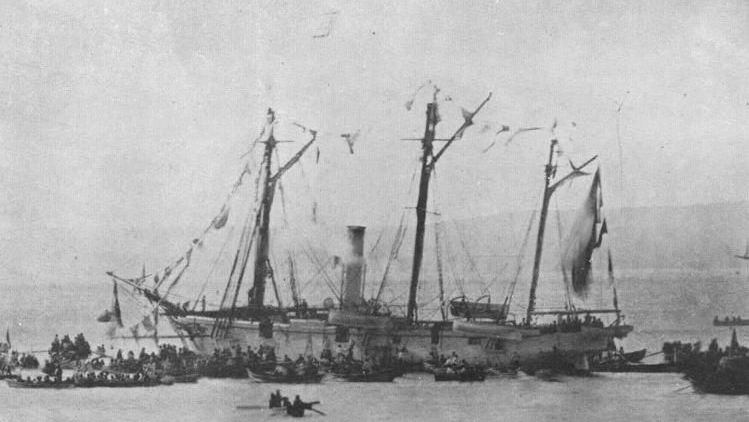
Fotografía de la Covadonga tras el combate naval de Punta Gruesa

La Covadonga participó en el bloqueo del puerto de Iquique, al mando inicialmente de Arturo Prat Chacón y posteriormente de Carlos Condell de la Haza.
El 16 de mayo de 1879, Juan Williams Rebolledo, decidió atacar el puerto peruano de El Callao, zarpando desde Iquique con todos los buques disponibles, a excepción de la goleta Covadonga, la corbeta Esmeralda y el transporte Lamar. Williams dejó como jefe de bahía al comandante Prat a quien había puesto al mando de la Esmeralda tras haberlo sido de la propia Covadonga, siendo relevado en la goleta por Condell.
El 21 de mayo siguiente, la Covadonga participó brevemente en el combate naval de Iquique. Ese mismo día consiguió que la fragata blindada peruana Independencia quedese embarrancada e inutilizada mientras la perseguía en el denominado combate naval de Punta Gruesa. Tras el inicio del combate naval de Iquique, la Covadonga se dirigió hasta el sur, específicamente a Punta Gruesa, para huir del poderoso blindado peruano. El capitán Condell, sabiendo que su goleta estaba en desventaja, se dirigió a aguas de rocas sumergidas, donde la Independencia encalló; hay dos versiones respecto al combate: Juan Guillermo More afirmaba que nunca rindió su bandera y que lucharon hasta el final, mientras que Condell afirmaba que More arrió su bandera y puso una de parlamento. La pequeña goleta disparó con todo su arsenal disponible hasta que llegó el Huáscar, la Covadonga no tuvo más opción que escapar sabiendo que la Independencia estaba perdida.
A mediados de 1879, el mando de la Covadonga recayó en el capitán de corbeta Manuel Jesús Orella, con el que participó en el combate naval de Angamos.
La Covadonga participó en el bloqueo de Arica desde abril de 1880. Después de la batalla de Arica, se la envió al bloqueo del Callao, donde fue comisionada, el 21 de agosto, al bombardeo de Ancón. El 1 de septiembre, se la comisionó al bombardeo de Chancay, para relevar a la cañonera Pilcomayo. A los pocos días, el capitán Orella dejó el mando de la Covadonga para asumir el de la corbeta O'Higgins, quedando al mando de la Covadonga el capitán de corbeta Pablo de Ferrari, un oficial de la O'Higgins.

### Hundimiento de la Covadonga
El 7 de julio de 1880, el contraalmirante Galvarino Riveros, comandante general de la Escuadra de Chile, instruyó a todos los comandantes de naves que no se reconociese ninguna embarcación sin permiso previo del buque insignia, disposición tomada para evitar que algún navío se perdiese por alguna trampa o torpedo, a raíz del hundimiento del transporte artillado Loa en el Callao, ocurrido el 3 de julio,
El 13 de septiembre de 1880, la Covadonga estaba a 500 m de la playa de Chancay, disparando para destruir el puente ferroviario, pero al no divisarlo, se decidió disparar sobre un yate y un elegante bote de recreo que estaban a 300 m del puerto. La atractiva embarcación de recreo era un cebo explosivo preparada en Ancón por la brigada torpedera peruana apostada en Chancay al mando del teniente Decio Oyague Neyra. A las 3:40 p. m. todavía quedaba el atractivo bote a flote, por lo que el capitán Pablo de Ferrari, comandante de la Covadonga, mandó a examinarlo y hundirlo; pero al revisarlo y no encontrar explosivos se cambió la orden y se procedió a remolcarlo hacia la popa de la goleta y mientras se izaba la embarcación,  esta explosionó al costado estribor de la Covadonga provocando su rápido hundimiento. 

Al tesar los aparejos al momento de izarla se produjo cavernosa la explosión, causada por una ravisa de alambre unida por un extremo al cáncamo en que se engancha el aparejo y por el opuesto a un fulminante, al tesar el aparejo se haló la ravisa, estalló el fulminante y en seguida la dinamita, cuidadosamente disimulada bajo la sobrequilla.[cita requerida]

En esta acción muere el comandante Ferrari y 31 de los 109 hombres de tripulación. Dentro de los muertos estaba el contramaestre Constantino Micalvi, sobreviviente del combate naval de Iquique. Fueron hechos prisioneros por los peruanos 48 sobrevivientes y otros 29 se salvaron en un bote que llegó hasta Ancón a las 10 p. m., siendo recogidos por la cañonera chilena Pilcomayo.

## LaCovadongasumergida
En días posteriores al hundimiento de esta nave, los primeros en bucear y explorar sus restos fueron los propios chilenos, quienes extrajeron parte de la artillería y otros objetos de valor del buque; luego de ello, procedieron a dinamitar lo que quedaba de él a fin de evitar fueran visitados por buzos peruanos.
Concluida la guerra, el primer esfuerzo para rescatar objetos de valor de la cañonera chilena fue autorizado por el Gobierno peruano mediante resolución suprema del 10 de octubre de 1885, la misma que otorgó un permiso para que privados extrajesen diversos objetos del pecio con la obligación que dejaran limpio el bajo ocasionado por la nave hundida. Estos trabajos ocasionaron que además de los daños sufridos por la nave al momento de ser hundida, la misma fuera depredada, así como sometida a diversas explosiones con la finalidad de demolerla y aclararla al fondo marino para que no constituyera un peligro a la navegación.
En 1959 la Capitanía de Puerto del Callao autorizó a Diego Cordero y Alfredo Biffi para extraer objetos que aún pudieran existir, los mismos que luego fueron entregados en mayo del mismo año al Museo Naval del Perú sede Callao para su restauración y exhibición. Para efectuar tales trabajos, la Marina apoyó con la grúa “Alcatraz” y los remolcadores BAP Dueñas y BAP Olaya. Entre los mismos se encontraban dos cañones y el cabrestante de la nave chilena.
Posteriormente, en 1987, la Marina de Guerra del Perú dispuso que el Servicio de Salvamento con la Dirección de Hidrografía y Navegación inspeccionaran el pecio, a fin de determinar la viabilidad de su reflotamiento. En aquella oportunidad, de los estudios in situ efectuados por buzos y especialistas de ambas dependencias de la marina, se informó que las posibilidades de reflotamiento o la recuperación del casco eran absolutamente negativas dado que se pudo apreciar la ausencia total de la superestructura, cubierta principal, compartimentos, así como la inexistencia del forro del casco y estructuras en ambas bandas, existiendo solamente la quilla, los maderos de la roda, el codaste, la parte inferior del casco y algunas cuadernas que se hallaban bastante débiles.
Quedó en claro en aquella ocasión y así fue informado, que cualquier intento de reflotar los restos de la Covadonga, ocasionarían que se deterioraran aún más, lo que se complicaba también por la inexistencia de puntos firmes de donde se pudiera efectuar una maniobra de izado.

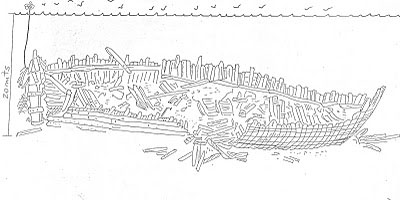
Estado de la Covadonga en 1987.

En 1993 la Municipalidad de Chancay recibió varios objetos extraídos de los restos de la Covadonga por pescadores locales, entre ellos el medallón de bronce obsequiado por la juventud de Santiago y Valparaíso con ocasión del combate naval de Punta Gruesa; una tetera de peltre, proyectiles de diversos calibres; una perilla y bisagra de bronce, así como un lastre de plomo. Dichos objetos fueron restaurados por técnicos especialistas contratados por la Marina de Guerra del Perú y luego entregados al museo de sitio existente en Chancay.
Finalmente, entre 1997 y 1999, un grupo de especialistas integrado por oficiales, personal y miembros de la Asociación Nacional Pro-Marina (entre ellos el finado Rómulo Rubatto, uno de los impulsores de la recuperación de sus restos), efectuó diversos trabajos para extraer y poner en valor los objetos que aún existían entre los remanentes del casco de la Covadonga. De manera coincidente con los trabajos efectuados, una bolichera de la compañía pesquera Austral, halló accidentalmente una de las anclas de la cañonera chilena, la misma que fue entregada para su restauración, la que se pudo efectuar con apoyo de la industria privada.
Hoy en día, los restos de la que fuera alguna vez la goleta Covadonga, aún se hallan descansando en el fondo de la bahía de Chancay, y la mayor parte de las piezas extraídas a lo largo del tiempo, se hallan principalmente en tres lugares, en el Museo Naval del Perú, sede Callao, en el Museo de la Fuerza de Operaciones Especiales (en la Base Naval del Callao) y en el Museo de Sitio de la Municipalidad de Chancay.

## Comandantes de la Covadonga

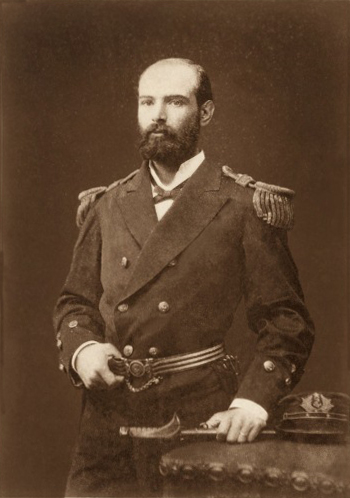
Capitán de fragata Arturo Prat Chacón
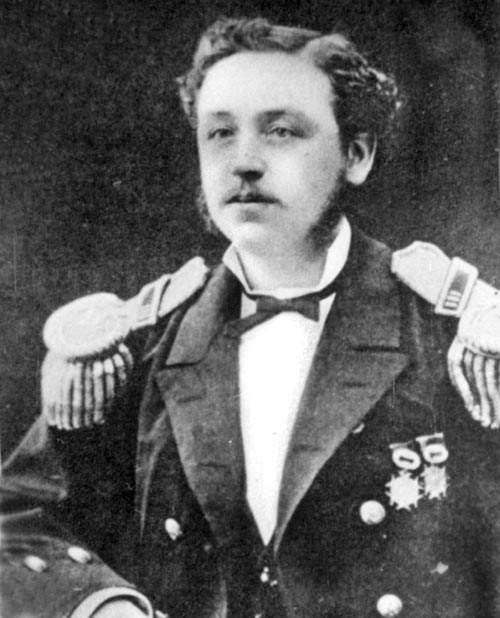
Capitán de fragata Carlos Condell de la Haza